# Plutonaster keiensis
Plutonaster keiensis är en sjöstjärneart som beskrevs av Doderlein 1921. Plutonaster keiensis ingår i släktet Plutonaster och familjen kamsjöstjärnor. Inga underarter finns listade i Catalogue of Life.